# Holy Diver (canción)
Holy Diver es el primer sencillo del grupo de heavy metal Dio de su álbum de 1983 Holy Diver.
Fue nombrada como inapropiada para ser transmitida en la radio después de los ataques del 11 de septiembre. Fue nombrada la 43.ª mejor canción de hard rock por VH1.

## Versiones
La canción ha sido versionada por varios artistas a través de los años, entre ellos:
- Pat Boone
- Killswitch Engage
- Otyg
- Eläkeläiset
- Sum 41
- Children of Bodom
- Sons of Butcher
- Tenacious D
- HolyHell
- Axel Rudi Pell (versión balada a piano como homenaje a Dio tras su muerte)
- Holy Mother
- Metal Warrior
- Burning Witches

## Personal
- Ronnie James Dio – Voz
- Vivian Campbell – Guitarra
- Jimmy Bain – Bajo
- Vinny Appice – Batería

- Datos: Q981084